# Квинтарелли, Ронни
Ронни Квинтарелли (итал. Ronnie Quintarelli, родился в Неграре, вблизи города Верона, 9 августа, 1979) — итальянский автогонщик, чемпион Японской Формулы-3.
Свою профессиональную карьеру он начал в 2000 вместе с командой Prema Powerteam and Cram Competitio в итальянском чемпионате Формулы-Рено 2.0. В 2001 и 2002 участвовал в Немецкой Формуле-3 и Формуле-Фольксваген. В 2003 гонялся в чемпионате Японской Формулы-3 за команду Inging Motorsport, классифицирован четвёртым. В 2004 он стал чемпионом Японской Формулы-3. В течение следующих трёх лет (2005, 2006 и 2007) он принимал участие в Формуле Ниппон и Super GT вместе с Inging Motorsport. Был тест-пилотом Midland в 2006 году.